# Public Broadcasting Services
Public Broadcasting Services is de publieke omroep van Malta.

## Geschiedenis
De eerste radio-uitzending werd reeds in 1933 op het eiland Malta gemaakt. Een paar jaar hierna maakten de Britse overheersers een kabelverbinding tussen het eiland Malta en Gozo. Op 11 november 1935 werd de eerste officiële uitzending op de Maltese radio gemaakt door de omroep Rediffusion Malta. De eerste televisie-uitzending vond plaats op 29 november 1962.
Tijdens de jaren zeventig kreeg de omroep veel concurrentie van andere omroepen. In 1975 werd de omroep lid van de EBU. In 1991 werd de omroep officieel ingeluid als de staatsomroep van Malta, waardoor de concurrentie langzamerhand verdween. Vanaf 2003 is de omroep de enige omroep in Malta die lid is van de EBU.
De omroep wordt gefinancierd door de Maltese staat, maar wordt ook grotendeels in leven gehouden door de vele reclameblokken die vertoond worden op televisie.

## Zenders

### Radiozenders
- Radju Malta
- Radju Malta 2
- Magic
- Radio Malta Tre (1975-1976), uitzendingen in het Italiaans[1]

### Televisiezenders
- TVM
- TVM 2
- TVM HD